# William Logan (ciclista)
William "Buster" Logan (Hackettstown, 9 de desembre de 1914 - Belleville, 2 d'octubre de 2002) fou un ciclista estatunidenc. Va participar en dues proves dels Jocs Olímpics d'estiu de 1936.